# 2003年火星大接近

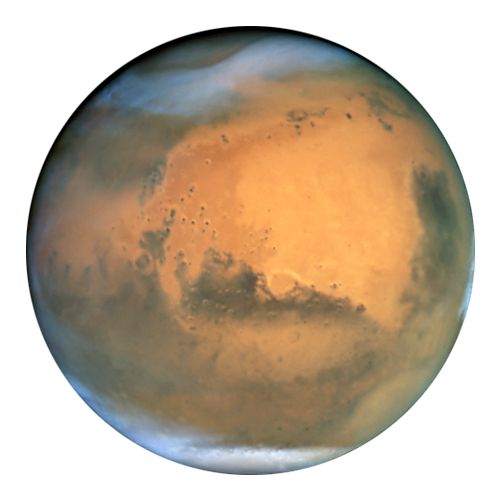
火星

2003年の火星の動き

2003年火星大接近（にせんさんねんかせいだいせっきん）は、2003年8月27日18時51分（日本時間）に、火星が地球へ大接近したものである。
21世紀で、最大の火星大接近である。
惑星同士は、公転軌道の半径によって公転角速度が異なり、外側の惑星よりも内側の惑星の方が公転にかかる時間が短い。そのため、ある期間を経て内側の惑星が外側の惑星の公転を追い抜く事態が生じる。追い抜く際、惑星同士が一時的に最接近する現象を接近と言い、そのうち、近日点付近でのひときわ近い接近を、大接近という。
地球と火星（公転周期は687日）の接近は、約2年2ヶ月ごと、大接近でも15～17年ごとに起こるが、互いの軌道の遠日点・近日点との位置関係などで、必ずしも、毎回同じ距離にまで近付くことは、まずありえない。
ところが、2003年8月27日の大接近では、火星は地球と約5575万0006kmの距離にまで最接近した。これより近い大接近は、現在をさかのぼること約6万年前、あるいは、未来に時代を下ること266年(2021年現在)経つまで訪れない。
今回の大接近では、火星はみずがめ座の中に -2.9等級もの明るさで観測された。
6月頃から10月頃にかけて、次第に東の空に上る時間を早めていき、秋になると、夕方から宵の口には十分な高さまで上り、観測しやすい。
これまで・これからの火星大接近
- 紀元前5万7617年（同5万7538年説もある） : 今回の大接近に匹敵する、最近の大接近

　　：
- 1766年8月13日 : 約5600万kmまで接近した大接近
- 1845年8月23日 : 約5600万kmまで接近した大接近
- 1924年8月22日 : 約5600万kmまで接近した大接近

　　：
- 2287年8月29日 (現在から262年後) :今回よりも近い大接近